# Psilocharis pacifica
Psilocharis pacifica är en stekelart som beskrevs av John M. Heraty 1994. Psilocharis pacifica ingår i släktet Psilocharis och familjen Eucharitidae.
Artens utbredningsområde är:
- Fiji.
- Vanuatu.

Inga underarter finns listade i Catalogue of Life.